# Blairadam
Blairadam ist eine kleine Ortschaft, die im Norden von Schottland zwischen Perth im Norden und Edinburgh im Südosten in der Region Perth and Kinross liegt. Im Rahmen der historischen Gliederung Schottlands in Civil Parishes zählt es zu Cleish, das zu Kinross-shire gehörte.
Blairadam ist strukturell ein Anwesen, dass bis in die 1730er Jahre den Namen Blair Crambeth trug. Dann wurde es von dem Architekten William Adam gekauft. Er ließ dort 1733 eine Villa, das Blair Adam House, errichten. Hinzu kam eine Reihe von separaten Gebäuden, die funktionelle Aufgaben übernahmen. Einige wurden in jüngerer Zeit als Listed Building ausgewiesen und somit unter Denkmalschutz gestellt.
Unter Adams Söhnen James, John und Robert wurden die Außenanlagen weiter entwickelt, es entstand ein Landschaftsgarten, der Blairadam Park. Westlich angrenzend wurde das, heute oftmals zum Wandern genutzte, Waldgebiet Blairadam Forest angelegt.
In der Folgezeit entwickelte sich Blairadam zu einem historisch-kulturellen Zentrum. Anfang des 19. Jahrhunderts trafen sich freitags neun entsprechend interessierte Personen, darunter Walter Scott, unter der Leitung des Juristen William Adam (1751–1839) im Blairadam Club, um sich hier auszutauschen.